# Liste des opérateurs littéraux en mathématiques
En mathématiques, de nombreux objets classiques sont désignés par un sigle, un mot ou une abréviation en caractères latins. Cette page répertorie un certain nombre de ces désignations classées par ordre lexicographique. Les désignations utilisant une lettre avec une graphie particulière ou un autre alphabet sont traitées dans la table des symboles littéraux en mathématiques. Les autres symboles sont renvoyés à la table des symboles mathématiques.
- Haut – A
- B
- C
- D
- E
- F
- G
- H
- I
- J
- K
- L
- M
- N
- O
- P
- Q
- R
- S
- T
- U
- V
- W
- X
- Y
- Z

## A
Angroupe alterné d'ordre n
Ap
nnombre d'arrangements
Abcatégorie des groupes abéliens
Aifonction d'Airy
arccosarc cosinus
arcoshargument cosinus hyperbolique
arcothargument cotangente hyperbolique
arcschargument cosécante hyperbolique
arcsinarc sinus
arctanarc tangente
argargument d'un nombre complexe
argchargument cosinus hyperbolique
argshargument sinus hyperbolique
argthargument tangente hyperbolique
arsechargument sécante hyperbolique
arsinhargument sinus hyperbolique
artanhargument tangente hyperbolique

## B
Balgèbre de Boole à deux éléments
loi binomiale
groupe bébé monstre
première constante de Landau
Bnboule ouverte de dimension n
Bjfonction de Brillouin
constante de Brun
polynôme de Bernoulli, nombre de Bernoulli
Bm
ipolynôme de Bernstein
Bifonction d'Airy de seconde espèce
ber, beifonction de Kelvin-Bessel

## C
Censemble des nombres complexes
Cnensemble des fonctions n fois dérivables et de dérivée d'ordre n continue
Cngroupe cyclique d'ordre n
graphe cycle
Cp
nnombre de combinaisons
C2constante des nombres premiers jumeaux
chcosinus hyperbolique
Cicosinus intégral
Clalgèbre de Clifford
fonction de Clausen
Congroupe de Conway d'ordre n
codimcodimension d'un sous-espace vectoriel
colimcolimite (en) d'un diagramme
corcoefficient de corrélation linéaire
cosfonction cosinus
coshcosinus hyperbolique
coseccosécante
cotfonction cotangente
cothfonction cotangente hyperbolique
Covcovariance de variables aléatoires
cnfonction elliptique de Jacobi
CPnespace projectif complexe de dimension n
csccosécante
cschfonction cosécante hyperbolique

## D
Densemble des nombres décimaux
fonction de Dawson
Dnensemble des fonctions n fois dérivables
disque fermé de dimension n
Dngroupe diédral d'ordre n
décile
noyau de Dirichlet
detdéterminant d'une matrice ou d'un endomorphisme
ddifférentielle
Diffensemble des difféomorphismes
dimdimension
dnfonction elliptique de Jacobi

## E
Efonction partie entière
espérance d'une variable aléatoire
fonction de Mittag-Leffler
E ou eexposant en notation scientifique
ebase du logarithme naturel
Enpolynôme d'Euler et nombre d'Euler
Eiexponentielle intégrale
erffonction d'erreur
expfonction exponentielle
Exploi exponentielle
Extfoncteur Ext

## F
Fconstante de Fransén-Robinson
loi de Fisher
Fqcorps fini à q éléments
Fnnoyau de Fejér
nombre de Fermat
Fingroupe de Fischer d'ordre n

## G
Gconstante de Gauss
loi géométrique
GAgroupe affine
gdfonction de Gudermann
GLgroupe linéaire
Grpcatégorie des groupes

## H
Hensemble des quaternions
fonction de Heaviside
homologie et cohomologie
graphe de Hamming
Hnpolynôme d'Hermite
fonction de Hankel
hypercube
HDgroupe de Harada-Norton
Hegroupe de Held
HH(co)homologie de Hochschild
Homespace des homomorphismes entre deux structures algébriques
HSgroupe de Higman-Sims
hTopcatégorie homotopique des espaces topologiques et applications continues à homotopie près

## I
iunité imaginaire
Inmatrice identité
fonction de Bessel modifiée
idapplication identité
Impartie imaginaire d'un nombre complexe
image d'une application
Indreprésentation induite d'un groupe fini
infborne inférieure
invfonction involute

## J
Jngroupe de Janko d'ordre n
fonction de Bessel

## K
Kgraphe complet
espace d'Eilenberg-MacLane
K2bouteille de Klein
Knfonction de Bessel modifiée
Kernoyau d'un morphisme de groupes

## L
Lespace des applications linéaires entre deux espaces vectoriels
deuxième constante de Landau
fonction de Langevin
Lpespace des fonctions p-intégrables
polynôme de Laguerre
lpespace de suites p-sommables
polynôme de Lagrange
Lilogarithme intégral
polylogarithme
limlimite d'une suite ou d'une fonction
liminf, limsuplimites inférieure et supérieure d'une suite
lnlogarithme népérien
loglogarithme
Lygroupe de Lyons

## M
Mgroupe monstre
Mngroupe de Mathieu d'ordre n
McLgroupe de McLaughlin
Memédiane
maxmaximum
minminimum
Moncatégorie des monoïdes

## N
Nensemble des entiers naturels
loi normale

## O
Ogroupe orthogonal
o, Ocomparaison asymptotique de suites et de fonctions
O'Ngroupe de O'Nan

## P
Pprobabilité
ensemble des parties d'un ensemble
espace projectif
Pnpolynôme de Legendre de degré n
pgcdplus grand diviseur commun
Poisloi de Poisson
ppcmplus petit multiple commun
Prprobabilité
projection

## Q
Qensemble des nombres rationnels
Qpensemble des nombres p-adiques
hypercube
Q1, Q3quartiles

## R
Rensemble des nombres réels
Repartie réelle d'un nombre complexe
Resrestriction d’une représentation de groupe
rgrang d'une famille de vecteurs, d'une application linéaire, d'une matrice ou d'un système d'équations linéaires
Ringcatégorie des anneaux
RPnespace projectif réel de dimension n
Rugroupe de Rudvalis

## S
Sensemble des permutations d'un ensemble
Snsphère de dimension n
Sngroupe symétrique d'ordre n
graphe étoile
Schcatégorie des schémas
secfonction sécante
Setcatégorie des ensembles
sgn, signfonction signe
shsinus hyperbolique
Sisinus intégral
sinfonction sinus
sincsinus cardinal
sinhsinus hyperbolique
SLgroupe spécial linéaire
snfonction elliptique de Jacobi
SOgroupe spécial orthogonal
Spgroupe symplectique
Spingroupe spinoriel
SUgroupe spécial unitaire
supborne supérieure
Suzgroupe de Suzuki

## T
Topérateur de la transposée d’une matrice
algèbre tensorielle
Tnpolynôme de Tchebychev de degré n
tanfonction tangente
tanhtangente hyperbolique
Thgroupe de Thompson
thtangente hyperbolique
Topcatégorie des espaces topologiques
Trtrace d'une matrice ou d'un endomorphisme, voire d'un opérateur linéaire

## U
Ugroupe unitaire
loi uniforme

## V
V, Varvariance
Vfonction de Voigt
polynôme de Jones

## W
Wfonction W de Lambert
Wnfonction de Walsh
graphe roue

## Y
Yharmonique sphérique

## Z
Zensemble des entiers relatifs